# Klyttkälberget
Klyttkälberget är ett naturreservat i Bräcke kommun i Jämtlands län.
Området är naturskyddat sedan 2014 och är 19 hektar stort. Reservatet omfattar en södersluttnig av en höjd med detta namn och består av granskog med inslag av tall och lövträd.